# یان کرنی
یان کرنی (انگلیسی: Ian Craney؛ زادهٔ ۲۱ ژوئیهٔ ۱۹۸۲) بازیکن فوتبال اهل بریتانیا است.
از باشگاه‌هایی که در آن بازی کرده‌است می‌توان به باشگاه فوتبال روچدیل، باشگاه فوتبال مورکم، باشگاه فوتبال استوک‌پورت کانتی، باشگاه فوتبال تلفورد یونایتد، باشگاه فوتبال استافورد رانجرز، باشگاه فوتبال فلیتوود، باشگاه فوتبال آلترینچام، باشگاه فوتبال هادرزفیلد تاون، باشگاه فوتبال آکرینگتون استنلی، و باشگاه فوتبال سوانزی سیتی اشاره کرد.
وی همچنین در تیم ملی فوتبال England C بازی کرده‌است.